# Ян Радзивілл (Бородатий)
Іван (Ян) Радзиві́лл «Бородатий» (лит. Jonas Radvila), пол. Jan Radziwiłł "Brodaty", 1474–1522) — державний, військовий і політичний діяч Великого князівства Литовського. Представник княжого шляхетського роду Радзивіллів гербу Труби. Маршалок господарський у 1499—1514, маршалок земський у 1514—1522, каштелян троцький з 1522 року. Засновник олицько-несвізької лінії роду Радзивіллів.
Належав (як і брати) до політичної еліти тогочасної Литви, відігравав менш впливову роль.
Володів маєтками Нягневичах, Лахві (Новогородщина), Здітавами (Слонімщина), Уздою (Мінщина), Оликою (Волинь), маєтками на території сучасної Литви. Йому належали Вількійське (1495—1501) та Слонімське (з 1505) староства.

## Біографія
Син Миколи Радзивілла «Старого» і його дружини Софії з Монивидів. Мав братів Миколу (князь Священної Римської імперії «на Гоньондзі і Мяделі»), Альберта (Войцеха), Юрія і сестру Анну (дружина Конрада III Рудого).
Хлопцем потрапив до Кракова на виховання, яке отримував при королівському дворі. Наближений до великого князя Олександра, сприяв його обранню в 1501 році королем польським, підписав акт Мельницької унії (1501 р.). Пізніше підтримував політику Олександра, спрямовану на скасування Мельницьких домовленостей.
У 1505 р. отримав від великого князя Слонімське староство, почав будувати замок в Слонімі. Брав участь у Клецькій битві (1506), у битві під Лопушним (біля Вишневця, 1512). Очолював посольство до Москви в 1507, 1508 роках. Брав участь у війні з Московською державою (1512—1522).
Наприкінці двадцятих — початку тридцятих років XVI століття якийсь злий рок обрушився на рід Радзивіллів. У 1519 році несподівано помирає брат Яна — єпископ Альбрехт. На початку 1522 р. смерть забрала сестру Анну (Мазовецьку реґентку), яка ніколи не скаржилася на здоров'я. Наступним був брат Микола (великий канцлер литовський, воєвода віленський). На його похороні відкрито говорили про отруту. 1522 р. почав почуватися погано; 11 травня, передчуваючи близький кінець, залишив заповіт, в якому просив короля — великого князя Сиґізмунда І Старого — взяти опіку над його родиною. Помер щонайпізніше на початку липня, був похований у костелі бернардинців Вільнюса.
Вбивця, який вирішив вирубати під корінь рід Радзивіллів, діяв дуже підступно. Дія отрути було малопомітною, здавалося, що смерть його жертв була природною. Ян «Бородатий» не дізнався, хто його вбивця. Багато хто вважав, що це Бона Сфорца. Владна, підступна жінка мріяла про абсолютну владу; підпорядкувала своїй владі старого короля, ввела моду на таємні отруєння. Радзивілли були першими її жертвами. Причину ненависти пояснювали тим, що король Сигізмунд І Старий до одруження з Боною цікавився Анною Радзивілл. Бона побачила її красу, розум; злякалася (ця жінка була справжньою суперницею у боротьбі за серце короля). Якщо відносини з королем у Бони не складуться, то ця жінка зможе легко завоювати любов Сигізмунда І Старого. За спиною Ганни стояли чотири впливові і потужні брати, перші радники короля.
Засновник олицько-несвізької лінії Радзивіллів Ян «Бородатий» помер у розквіті сил, йому не було 50-ти років.

## Сім'я
Перший раз одружився в 1492 році з Ельжбетою Ґаштольд (пом. 1502, її батько — Мартин), прожили 10 років. Мали 5 дітей, але всі померли в ранньому віці.
Друга (чи третя) дружина — Ганна, дочка Станіслава Кишки, яка народила синів Миколу, Яна, дочку Анну. Після шлюбу з Ганною володіння Яна «Бородатого» значно збільшилися — як посаг дружини отримав частину монивидівської спадщини: Олику, Діброви, Лахву, Нядреску, Несвіж, Узду, Шацьк. Від третього шлюбу з Богданою Лукомською, донькою князя Василя Лукомського, мав дочку Софію. Діти:
- Микола «Чорний»,
- Ян (1516—1551) — крайчий литовський, староста тикоцинський[9]
- Ганна (пом. 1554) — дружина Миколи Кезгайла,[6] Станіслава Кішки (пом. 1554)[10]
- Софія (пом. 1541) — дружина Щенсного Юрійовича Ілінича.[6]